# Colibri demi-deuil
Florisuga fusca
Espèce
Statut de conservation UICN

 LC  : Préoccupation mineure
Statut CITES
Synonymes
- Melanotrochilus fuscus

Le Colibri demi-deuil (Florisuga fusca) est une espèce de colibris (famille des Trochilidae). 

## Répartition
Cet oiseau est présent en Argentine, au Brésil, au Paraguay et en Uruguay.

## Habitats
L'espèce habite les forêts tropicales et subtropicales humides de plaine et de montagne mais aussi les anciennes forêts fortement dégradées.

## Galerie

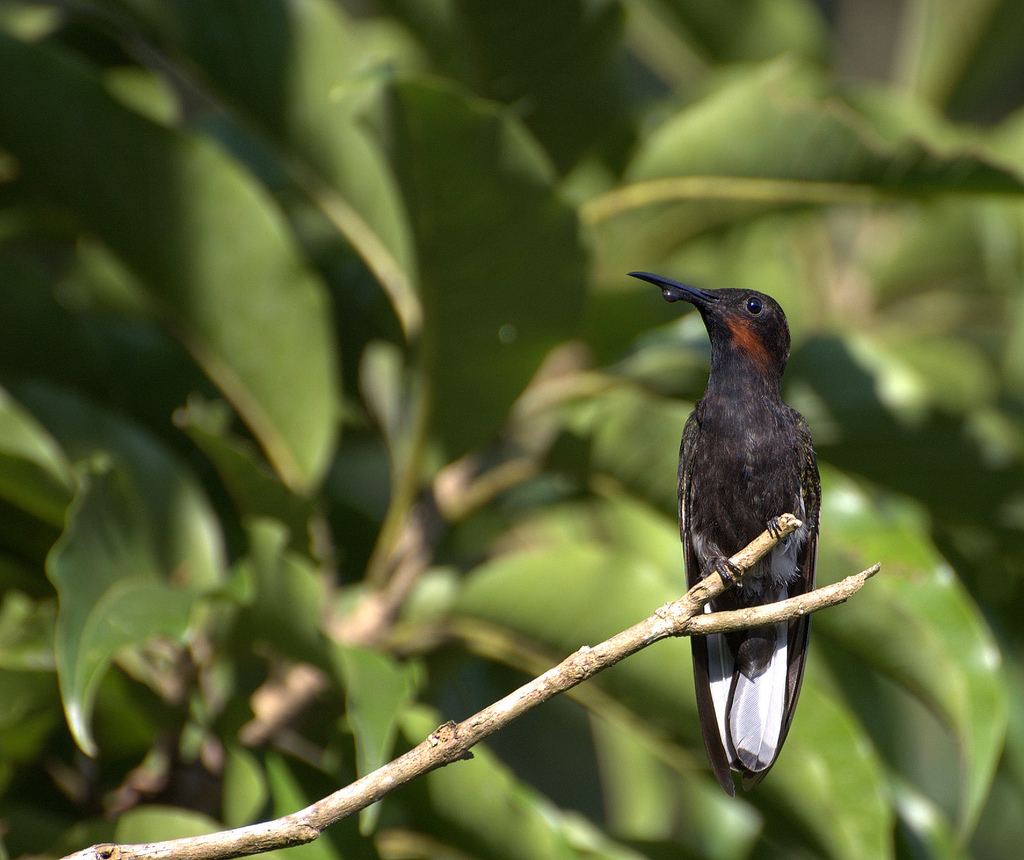
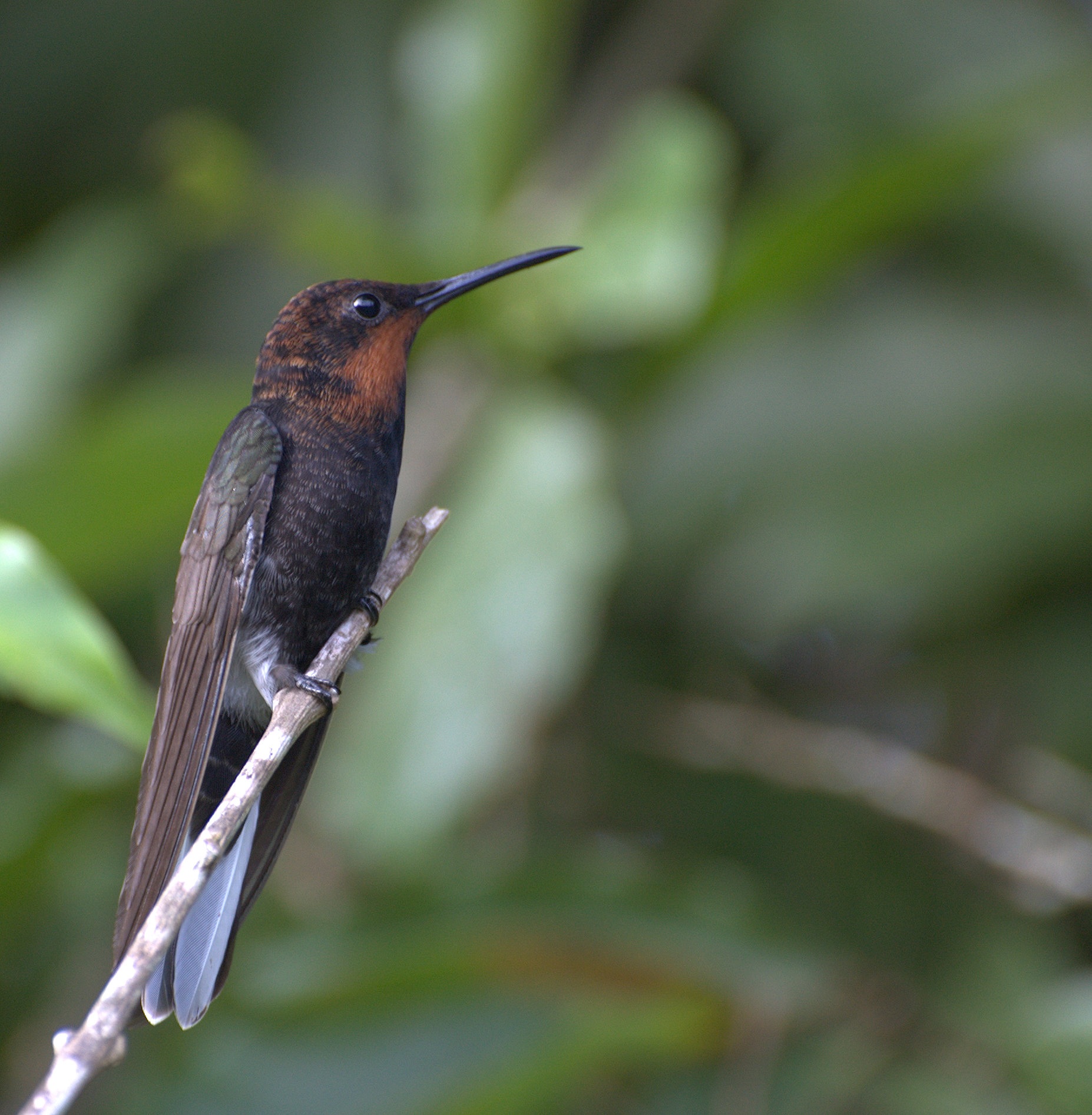
Immature
Carte de répartition de l'espèce

## Sources
- (fr) Oiseaux.net : Florisuga fusca (+ répartition)
- (en) Congrès ornithologique international : Florisuga fusca dans l'ordre Apodiformes (consulté le 18 mai 2015)
- (fr + en)  Avibase : Florisuga fusca (+ répartition) (consulté le 1er juillet 2015)
- (en) Zoonomen Nomenclature Resource (Alan P. Peterson) : Florisuga fusca  dans Apodiformes (consulté le 18 mai 2015)
- (en) CITES : Florisuga fusca (Vieillot, 1817)  (+ répartition sur Species+) (consulté le 1er juillet 2015)
- (en) UICN : espèce Florisuga fusca (Vieillot, 1817) (consulté le 1er juillet 2015)